# Ōjima (metropolitana di Tokyo)
La stazione di Ōjima (大島駅?, Ōjima-eki) è una stazione della metropolitana di Tokyo che si trova a Kōtō. La stazione è servita dalla linea Shinjuku della Toei.

## Struttura
La stazione è dotata di due piattaforme a isola con tre binari sotterranei, in quanto in questa stazione fermano anche i treni espressi.
| 1 | Linea Shinjuku | per Bakuro-yokoyama, Shinjuku, Sasazuka e Hashimoto                                                                                   |
| 2 | Linea Shinjuku | per Bakuro-yokoyama, Shinjuku, Sasazuka e Hashimoto (marciapiede usato per lo scambio fra espressi e locali o per i treni terminanti) |
| 3 | Linea Shinjuku | per Motoyawata (marciapiede usato per lo scambio fra espressi e locali o per i treni terminanti)                                      |
| 4 | Linea Shinjuku | per Motoyawata |

## Stazioni adiacenti
| «              | Servizio       | »              |
| Linea Shinjuku | Linea Shinjuku | Linea Shinjuku |
| -------------- | -------------- | -------------- |
| Nishi-ōjima    | Locale         | Higashi-ōjima  |
| Morishita      | Espresso       | Funabori       |